# Толобуга
Талабуг, познат је и под именом Толобуга , је био господар Татара са запада , тј. кан Златне хорде од 1287. године све до своје смрти 1291. године. Владао је из града Сараја   на доњој Волги , тј. на реци Атхуба .
Био је праунук Бату-кана.

## Пљачке Пољске
Толобуга је два пута пустошио Пољску, особито јужну, палио њихова села и градове, одводио њихову стоку и узимао масе заробљеника да их прода у ропство .

## Долазак на престо
Пре доласка на власт био је веома моћан човек у Златној хорди. Године 1287. убио је Тотамонгуа уз помоћ другог татарског кана Ногаја. Тако се он дочепао власти уз помоћ Ногаја .

## Толобугине територије
Толобугине је као кан Златне хорде владао:
- Команијом,
- Аланијом,
- Лаком,
- Менгиаром,
- Циком,
- Гутијом,
- Гацаријом,
- Русију [5].

## Односи са Русијом
Провинција Русија је тада била веома пространа област . Њени становници су хришћани православци.
Земља плаћа данак Толобуги, са чијим поседима долази у додир на источним границама. Унутар граница Русије, у огромним количинама сакупљало се крзно хермелина, арколина, самура, куна, лисица и других животиња из тог рода, као и много воска. Имало је неколико рудника, из којих су се добијале велике количине сребра.
Русија је необично хладна област, која се простире чак до Северног океана, где се у огромном броју хвата северни и сиви соко, и одатле односи у друге делове света .

### Начин управљања Русијом
Толобуга удара намет на освојене руске земље и поставља тамо управљаче, баскаке, са мањим одредима војника који имају дужност да надгледају становништво, које је преостало после Татарске најезде. Татарски чиновници су пребројавали становништво да би му наметнули порез. Једино су свештена лица била ослобођена пореза, и: уопште узев, Татари остављају православној руској цркви све њене повластице и не прогоне је.
Осим скупљања данка, они се не мешају у послове освојених области, које остављају руским кнежевима, али задржавају право да их потврђују у томе звању; зато руски кнежеви морају да одлазе у Хорду , у Сарај  и траже од Толобуге  јарлик (повељу)  на кнежевину  који им даје кнежевску власт  .
Русија је потпадала под Златну Хорду као скуп вазалних кнежевина. Он није имао своје власти у Русији, али су кнежеви заступали свој народ непосредно пред Толобугиним повереницима (даруга) у Сарају и да сами скупљају данак (харач) на основу врло строго спроведеног пописа становништва и његове имовине. Како је текла његова владавина све је слабија била његова власт у Русији . Татари од тад нису дирали у политичку организацију Русије, већ су једним јарликом подарили једноме од руских кнежева титулу великога кнеза обавезујући га да прикупља и предаје Хорди данак свих осталих кнежева. Преостали кнежеви покоравају се такође; понекад они чак обуздавају покушаје побуне становништва, које губи стрпљење због глобљења и насиља што га врше скупљачи пореза .

#### Последице
Татарски јарам је имао као велику последицу то, да је одвојио Русију од Западне Европе. Затим, он је допринео знатно суровости и грубости народних обичаја и административне праксе. Много оријенталског ушло је преко Татара у руски живот. Позајмила је Русија, управо Москва, можда и понеку корисну црту у организацији власти, финансија, статистике, али се ова позитивна добит сасвим губи при упоређењу са големим злом, које су зла времена несумњиво донела .

### Руске земље
За време његове владавине Русијом је владала велика кнежевина Владимир је била подељена на:
- Ростовску кнежевину,
- Перејаславску кнежевину,
- Јуријевску кнежевину,
- Стародубску кнежевину,
- Суздаљска,
- Костромска,
- Московска [3],
- Тверска,
- Смољенска,
- Јарославска,
- Рјазанска,
- Њижегородска [2].

### Односи с великим кнежевима Владимира
Велики кнежеви Владимира, који су се измењивали уз различите интриге у Хорди, а понекад и уз борбе у самој Русији, нису играли неку нарочиту улогу и ни по чему се нису истакли .

## Ногај
За време његове владавине кан Ногај је имао посебну област од подручја данашње Румуније, од Железних Врата и Дунава, до иза Крима, у извесној још не утврђеној вези са Толобугом у Русији, био је моћан господар и знатно је утицао на политичке прилике у земљама северног Балкана. Тада је Бугарском као цар владао војвода Смилцем, под врховном влашћу Ногајевом. У суседним руским областима његова се реч слушала без поговора. За време Толобуге, Ногај се спремао да напане и Србе, јер је он од Срба освојена подручја, нарочито видинску област, сматрао као своју домену. За тај напад он је већ кренуо и војску. Српски краљ Милутин, кога су обавестили о Ногајевој снази, уплаши се и понуди преговоре. Врло је вероватно, да је краљ том приликом дао обавезе, да не мисли предузимати никакве даље акције у тим областима. Као залогу за своју добру вољу упутио је Ногају као таоца свог сина Стефана са неколико друге деце из властеоских кућа .

## Смрт
После своје кратке владавине Толобуга је умро 1291. године, а за кана је био изабран Токтај, веома способан и обазрив човек .